# Gharb-Darfur
West-Darfoer (Arabisch: Gharb Dārfūr; Engels: West Darfur) is een van de 18 wilayat (staten) van Soedan. Het ligt op het grondgebied van de voormalige politieke regio Darfur, tegen de grens met Tsjaad. Het gebied beslaat 79.460 vierkante kilometer en heeft een bevolking van ongeveer 2 miljoen (2012), voornamelijk Masalit. De hoofdstad is Al-Junaynah (Geneina).

## Grenzen
De staat grenst aan één buurland van Soedan:
- Drie regio's van Tsjaad:
  - Borkou-Ennedi-Tibesti in het noorden.
  - Wadi Fira in het noordwesten.
  - Ouaddaï in het zuidwesten.

En verder aan twee andere staten van het land:
- Noord-Darfoer in het oosten.
- Centraal-Darfoer in het zuidoosten.

Al-Jazirah · Al-Qadarif · Ash-Shamaliyah · Blauwe Nijl · Centraal-Darfoer  · Kassala · Khartoem · Noord-Darfoer · Noord-Kordofan · Oost-Darfoer · Nijl · Rode Zee · Sennar · West-Darfoer · West-Kordofan · Witte Nijl · Zuid-Darfoer · Zuid-Kordofan